# 웅거
웅거(熊渠)는 중국 초나라의 제6대 군주이다. 웅양의 아들이다. 아들인 웅무강이 뒤를 이었지만 웅무강이 일찍 죽어서 웅무강의 동생인 웅지홍이 뒤를 이었다.
| 전 임 아버지 웅양 | 제6대 초나라의 군주 | 후 임 아들 웅지홍 |